# Conflito fronteiriço sino-soviético
O conflito fronteiriço sino-soviético de 1969 foi uma série de confrontos armados entre a União Soviética (URSS) e a República Popular da China (RPC) que ocorreu no zênite da ruptura sino-soviética dos anos 1960, causada pela competição entre os dois modelos de comunismo. Um confronto em uma ilha no rio Ussuri, chamada Zhenbao (珍宝岛) pelos chineses e Damansky pelos soviéticos, quase levou os dois países à guerra em 1969.
O afastamento entre China e União Soviética, agravado pela Revolução Cultural chinesa, causou o acúmulo de tensão entre as duas partes no final dos anos 1960, ao longo dos 4380 km de fronteira comum, onde se encontravam 658 000 soldados soviéticos e 814 000 soldados chineses. Em 2 de março de 1969, uma patrulha soviética e forças chinesas enfrentaram-se em combate; ambos os lados alegaram que o outro havia sido o primeiro a atacar. Por estar próximo às linhas de suprimento soviéticas e longe das chinesas, presumia-se que teriam sido os soviéticos os agressores, mas estudos recentes indicam que a agressão partiu da China, numa estratégia de efetuar um forte ataque como modo de obter a paralisação dos inúmeros incidentes que estavam ocorrendo. Com 31 mortos e 14 feridos, os soviéticos não recuaram e retaliaram com o bombardeio de concentrações de tropas chinesas na Manchúria e com a tomada de Damansky/Zhenbao.
Após uma série de confrontos armados na área, ambos os lados prepararam-se para uma guerra nuclear. Naquela situação de tensão, foi publicada uma diretriz no âmbito dos Estados Unidos, que previa que no caso de um acirramento do conflito, os Estados Unidos adotariam uma postura de neutralidade, mas inclinado, na maior medida do possível, em favor da China. A controvérsia fronteiriça foi então suspensa mas não resolvida, já que os dois países continuaram a escalada militar na região. Uma solução definitiva surgiria apenas em 1991, nas vésperas da queda da União Soviética, com a assinatura de um acordo sino-soviético de fronteiras. Outros dois tratados, celebrados em 1995 e 2004 entre China e Rússia, puseram fim à questão. Outra importante consequência desse conflito foi que ele criou condições para uma aproximação entre a China e os EUA.

## Negociações sobre fronteiras na década de 1990 e mais além
As negociações de demarcação de fronteiras não ocorreu até pouco antes do fim da União Soviética em 1991, em particular, ambos os lados concordaram que a ilha Zhenbao pertencia a China. (Ambos os lados reivindicaram a ilha que estava sob seu controle no momento do acordo.) Em 17 de outubro de 1995, um acordo nos últimos 54 km de trecho da fronteira foi alcançado, mas a questão do controle sobre três ilhas nos rios Amur e Argun foi deixado para ser resolvido mais tarde.
Em um acordo de fronteira entre a Rússia e a China assinado em 14 de outubro de 2004, a disputa foi finalmente resolvida. Foi concedido a  China o controle sobre a Ilha Tarabarov (Ilha Yinlon), Ilha Zhenbao, e cerca de 50% da Ilha Bolshoy Ussuriysky (Ilha Heixiazi), perto de Khabarovsk. A Comissão Permanente da China do congresso Nacional do Povo ratificou este acordo em 27 de abril de 2005, com a Duma russa seguindo o terno em 20 de maio. Em 2 de junho, o ministro chinês do Exterior, Li Zhaoxing, e o ministro russo das Relações Exteriores Sergei Lavrov trocaram os documentos de ratificação de seu respectivos governos.
Em 21 de julho de 2008, o ministro das Relações Exteriores da China, Yang Jiechi, e seu colega russo, Sergei Lavrov, assinaram um Acordo sino-russo adicional marcando a aceitação da demarcação da porção oriental da fronteira sino-russa, em Pequim, China. Um protocolo adicional com um mapa filiados na parte oriental das fronteiras que ambos os países compartilham foi assinado. O acordo também inclui o retorno da Ilha Yinlong/Tarabarov e metade da Ilha  Heixiazi/Bolshoi Ussuriysky.

## Mapas

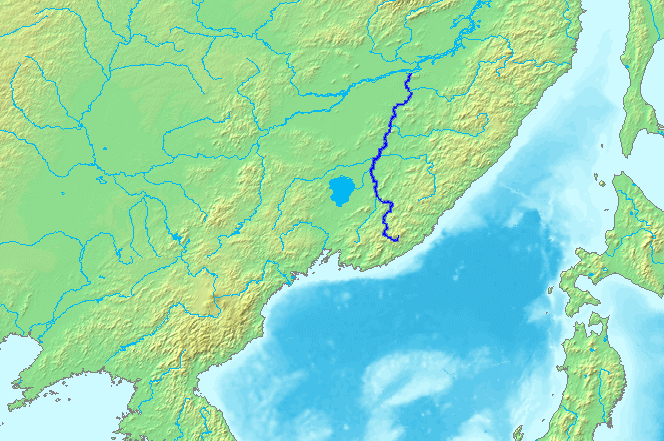
Localização do rio Ussuri.
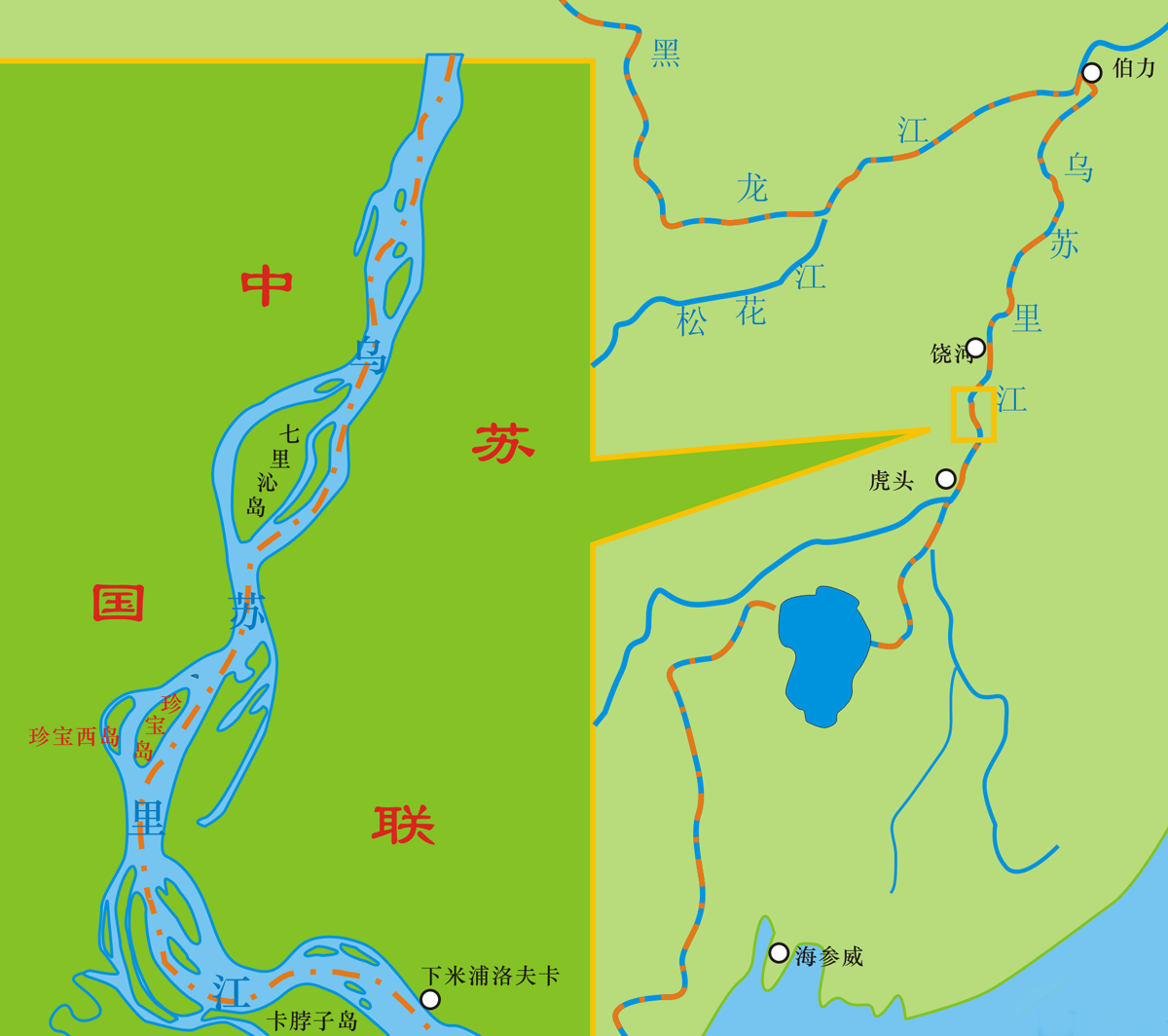
A ilha Zhenbao.